# Front Moro islamique de libération
Le Front Moro islamique de libération (FMIL, en arabe : جبهة تحرير مورو الإسلامية, Jabhat Tahrir Mooroo al-Islamiyyah) est un groupe islamiste fondé en 1978, résultant d'une scission du Front Moro de libération nationale, et actif dans le sud des Philippines, insurgé contre le gouvernement philippin.

## Historique

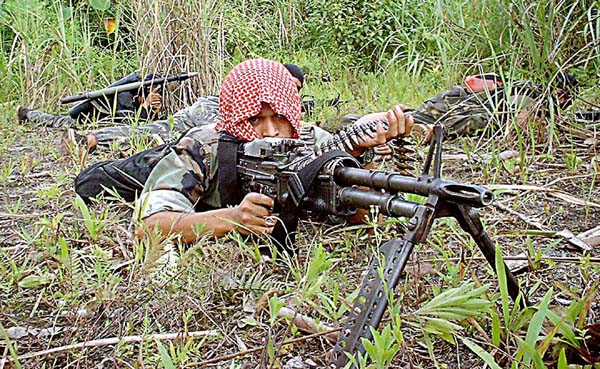
Rebelle du Front Moro islamique de libération armé d'une mitrailleuse M60.

L'organisation prône l'autonomie des Moros et une démocratie islamique. Elle dément toute affiliation avec Al-Qaïda et Jemaah Islamiyah, bien qu'elle admette avoir envoyé 600 volontaires dans les camps d'entraînement d'Al Qaïda en Afghanistan. Elle est actuellement dirigée par Murad Ibrahim.
Le groupe serait responsable d'attentats à la bombe (dont un contre l'aéroport de Davao en 2003), d'assassinats et d'attaques terroristes contre les autorités philippines.
Un cessez-le-feu a été signé en 1997 entre le gouvernement central de Manille et le Front Moro islamique de libération, mais il a été aboli en 2000 sous la présidence de Joseph Estrada. Depuis, des négociations sont toujours en cours pour tenter de mettre fin au conflit dont l’objectif est mettre en place une région autonome d'ici à 2016.
À partir du 9 septembre 2013, de 200 à 300 membres du Front Moro de libération nationale opposés aux négociations de paix entre le gouvernement philippin et le Front Moro islamique de libération, qui marginalise selon eux leur mouvement, lancent une attaque dans la région de Zamboanga,. Le FMIL leur demande de « prendre le chemin de la paix » et le gouvernement déclare que cela n’affecte pas les négociations.
Le 27 mars 2014, un accord de paix est conclu à Manille entre le gouvernement philippin et le Front Moro islamique de libération. Le groupe rebelle dépose les armes en échange de la création d'une région autonome sur l'île de Mindanao. 
En septembre 2017, l'armée philippine et les anciens rebelles du Front Moro islamique de libération concluent une alliance pour combattre les djihadistes de l'État islamique et du Jama'at al-Muhajirin wa al-Ansar bi al-Filibin.
En février 2019, est fondée la région autonome Bangsamoro.

## Zones d'opérations
Le Front Moro islamique de libération est basé dans l'île de Mindanao, tandis que le Front Moro de libération nationale est surtout actif dans les provinces de Sulu, Basilan et Tawi-Tawi.